# 3464 Owensby
3464 Owensby è un asteroide della fascia principale. Scoperto nel 1983, presenta un'orbita caratterizzata da un semiasse maggiore pari a 2,2397279 UA e da un'eccentricità di 0,0441239, inclinata di 6,77181° rispetto all'eclittica.